# Ale, Luleå kommun
Ale är en småort i Nederluleå socken i Luleå kommun, 3 mil från Luleå. Orten ligger väster om Alån och delas på två delar av länsväg 582 mellan Alvik och Selet.

## Byn
I byn finns ett återställt gammalt kvarnområde. Kvarnen har restaurerats, stallet har byggts om till kafé, Kafé Kvarnen, som är öppet i juli varje år. Dammarna, vadmalsstampen, ramsågen och smedjan har byggts upp på exakt samma ställe.
Det finns även två gamla skolor i Ale; en röd äldre byggnad, som användes i början av 1900-talet, och en gul relativt nyare byggnad, som användes i mitten av 1900-talet. Den röda byggnaden är sedan en tid bygdegård, tillika galleri med Ales historia, på bl.a. foton och möbler. Den gula byggnaden används dock för diverse fritidsaktiviteter.
Under 2017 lade Skanova ner det kopparbaserade telenätet på orten.
Ale blev utsedd till Årets by i Luleå kommun 1995.

## Befolkningsutveckling
| Befolkningsutvecklingen i Ale 1990–2015 | Befolkningsutvecklingen i Ale 1990–2015 | Befolkningsutvecklingen i Ale 1990–2015 | Befolkningsutvecklingen i Ale 1990–2015 | Befolkningsutvecklingen i Ale 1990–2015 |
| --------------------------------------- | --------------------------------------- | --------------------------------------- | --------------------------------------- | --------------------------------------- |
|                                         |                                         |                                         |                                         |                                         |
| År                                      |                                         |                                         | Folkmängd                               | Areal (ha)                              |
| 1990                                    | 1990                                    |                                         | 100                                     | 24#                                     |
| 1995                                    | 1995                                    |                                         | 101                                     | 26#                                     |
| 2000                                    | 2000                                    |                                         | 108                                     | 26#                                     |
| 2005                                    | 2005                                    |                                         | 109                                     | 30#                                     |
| 2010                                    | 2010                                    |                                         | 110                                     | 30#                                     |
| 2015                                    | 2015                                    |                                         | 124                                     | 51#                                     |
| Anm.: # Som småort.                     |                                         |                                         |                                         |                                         |